# تیلور فرای

تیلور فرای با نام کامل تیلور مک کوئیستون فرای (به انگلیسی: Taylor McQuiston Fry) (متولد ۱ آگوست ۱۹۸۱) یک بازیگر آمریکایی است که از دوران کودکی در فیلم ها و مجموعه های تلویزیونی زیادی بازی کرده است. او در فیلم جان سخت ۱، نقش لوسی مک‌کلاین، دختر جان مک‌کلاین را ایفا کرد. همچنین در فیلم هایی نظیر پرنسس کوچک و شمال نیز به ایفای نقش پرداخته است. 
تیلور در مجموعه تلویزیونی بلبل ها نیز به ایفای نقش در قالب شخصیت کرک پرداخت. او در ۱۹۹۹ از دبیرستان نوتردام فارغ التحصیل شد و به دانشگاه راه یافت و چهار سال بعد یعنی در ۲۰۰۳ از  دانشگاه سانتا باربارای کالیفرنیا نیز فارغ التحصیل شد. تیلور در دانشگاه به یک بازیکن فوق‌العاده‌ی فریزبی نیز تبدیل شد.

##### فیلم
| سال  | عنوان فیلم | نقش          |
| 1988 | جان سخت    | لوسی مک‌کلاین |
| 1994 | شمال       | زو           |
| 1995 | پرنسس کوچک | لاوانیا      |